# Tipula (Acutipula) zuluensis
Tipula (Acutipula) zuluensis is een tweevleugelige uit de familie langpootmuggen (Tipulidae). De soort komt voor in het Afrotropisch gebied.